# Чиле-Чико
Чиле-Чико  (ісп. Chile Chico) — селище в Чилі. Адміністративний центр однойменної комуни і провінції Хенераль-Каррера. Населення - 3042 особи (2002). Селище і комуна входять до складу провінції Хенераль-Каррера та регіону Айсен.
Територія комуни – 5737,1 км². Чисельність населення – 4939 мешканців (2007). Щільність населення - 0,8 чол./км².

## Розташування
Селище розташоване за 112 км на південь від адміністративного центру регіону міста Кояїке.
Комуна межує:
- на півночі - з комуною Ріо-Ібаньєс
- на сході — з провінцією Санта-Крус (Аргентина)
- на півдні - з комуною Кочране
- на заході - з комуною Айсен

## Демографія
Згідно з даними, зібраними під час перепису Національним інститутом статистики, населення комуни становить 4939 осіб, з яких 2639 чоловіків та 2300 жінок.
Населення комуни становить 4,92% від загальної чисельності населення регіону Айсен, при цьому 28,63% відноситься до сільського населення і 71,37% - міське населення.